# Косорин
Косорин (словац. Kosorín) — село, громада округу Ж'яр-над-Гроном, Банськобистрицький край, центральна Словаччина, регіон Теков. Кадастрова площа громади — 12,75 км².
Населення 459 осіб (станом на 31 грудня 2017 року).

## Історія
Косорин згадується в 1487 році.

## Населення
| Рік:            | 1994. | 2004.   | 2014.   | 2024.   |
| --------------- | ----- | ------- | ------- | ------- |
| Кількість осіб: | 408   | 409     | 425     | 439     |
| Різниця:        |       | +0,24 % | +3,91 % | +3,29 % |

| Рік:            | 2023. | 2024.   |
| --------------- | ----- | ------- |
| Кількість осіб: | 454   | 439     |
| Різниця:        |       | -3,30 % |